# Federația Română de Hochei pe Gheață
Die Federația Română de Hochei pe Gheață (FRHG) (Rumänischer Eishockeyverband) ist der nationale Eishockeyverband Rumäniens. 

## Geschichte
Der Verband wurde am 24. Januar 1924 in die Internationale Eishockey-Föderation aufgenommen. Der Verband gehört zu den IIHF-Vollmitgliedern. Aktueller Präsident ist Alexandru Hălăucă. 
Der Verband kümmert sich überwiegend um die Durchführung der Spiele der rumänischen Eishockeynationalmannschaft sowie der Frauen-Nationalmannschaft und der Junioren-Mannschaften. Zudem organisiert der Verband den Spielbetrieb auf Vereinsebene, unter anderem in der rumänischen Eishockeyliga.